# Thompson Capper

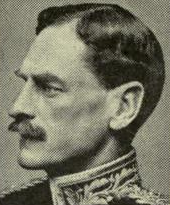
Generalmajor Sir Thompson Capper

Sir Thompson Capper, KCMG, CB, DSO (* 20. Oktober 1863 in Lucknow, Britisch-Indien; † 27. September 1915 in Loos-en-Gohelle, Département Pas-de-Calais, Frankreich) war ein britischer Offizier und zuletzt Generalmajor der British Army, der während des Ersten Weltkrieges zwischen 1914 und 1915 mit einer Unterbrechung Kommandeur der 7. Division (7th Division) war und während der Schlacht bei Loos (25. September bis 14. Oktober 1915) fiel.

## Leben

### Offiziersausbildung, Mahdi-Aufstand und Zweiter Burenkrieg

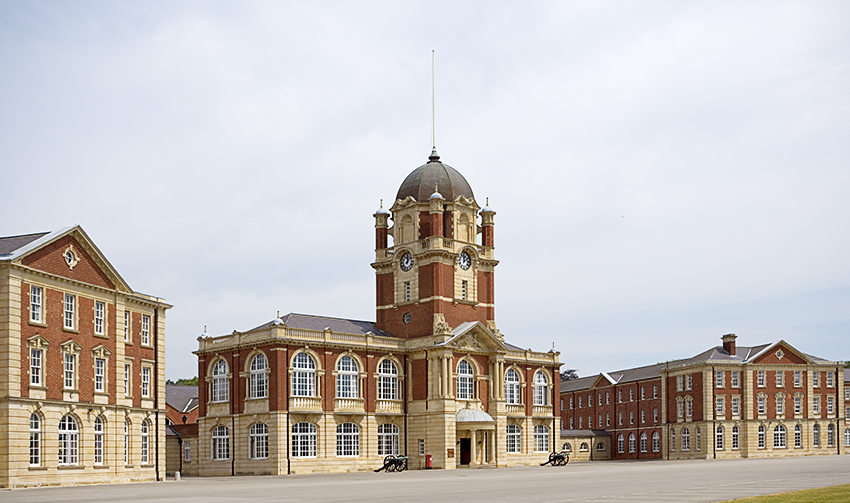
Thompson Capper absolvierte bis 1882 eine Offiziersausbildung am Royal Military College Sandhurst.

Thompson Capper, dessen Vater William Copeland Capper als Beamter in Britisch-Indien tätig war, absolvierte nach dem Besuch des Haileybury and Imperial Service College als Gentleman Cadet eine Offiziersausbildung am Royal Military College Sandhurst und wurde nach deren Abschluss am 9. September 1882 als Leutnant in das Linieninfanterieregiment East Lancashire Regiment übernommen. Am 29. Oktober 1890 wurde er Adjutant in diesem Regiment und als solcher am 22. April 1891 auch zum Hauptmann (Captain) befördert. Er bekleidete den Posten des Adjutanten im East Lancashire Regiment bis zum 29. Oktober 1894 und wurde am 31. Dezember 1897 von seinem Regiment zum Dienst in der Anglo-Ägyptischen Armee (Anglo-Egyptian Army) unter General Horatio Kitchener abgeordnet. In der Endphase der Niederschlagung des Mahdi-Aufstandes (1881 bis 1899) nahm er an der Schlacht am Atbara (8. April 1898) sowie der Schlacht von Omdurman (2. September 1898) teil und erhielt am 15. November 1898 den Brevet-Rang eines Majors.
Am 10. Juli 1899 wurde er als Stabshauptmann (Staff Captain) ins Hauptquartier der British Army versetzt und übernahm am 17. November 1899 den Posten als stellvertretender Assistierender Generaladjutant der im Zweiten Burenkrieg (1899 bis 1902) eingesetzten britischen Truppen. In dieser Verwendung wurde ihm am 19. April 1901 der Brevet-Rang eines Oberstleutnants (Brevet Lieutenant-Colonel) verliehen, woraufhin er am 27. Mai 1901 Assistierender Generaladjutant der Truppen in Südafrika wurde. In dieser Verwendung erhielt er am 5. Dezember 1901 auch seine formelle Beförderung zum Major. Für seine Verdienste während des Zweiten Burenkrieges wurde er am 31. Oktober 1902 zum Companion des Distinguished Service Order (DSO) ernannt.

### Verwendungen als Stabsoffizier und an Staff Colleges

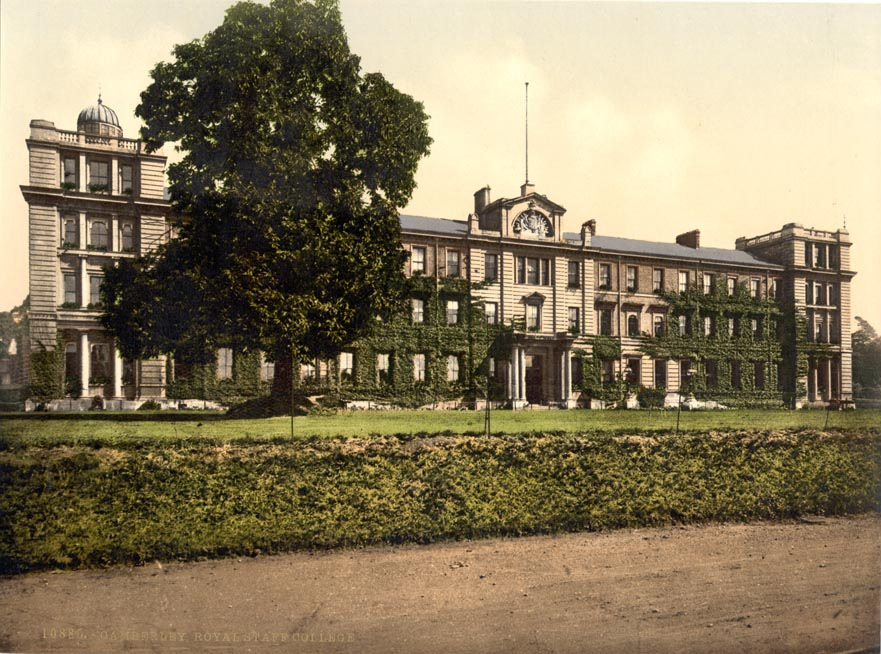
Capper lehrte zwischen 1902 und 1904 als Professor am Staff College Camberley.

Nach seiner Rückkehr aus Südafrika wurde Thompson Capper am 23. Dezember 1902 zum Professor an das Staff College Camberley berufen und übernahm im Anschluss zum 3. Februar 1904 den Posten als stellvertretender Assistierender Generaladjutant beim I. Korps (I Corps) in der Garnison Aldershot, wobei ihm in dieser Verwendung am 11. Dezember 1904 der Brevet-Rang eines Oberst (Brevet Colonel) verliehen wurde. Den Posten als stellvertretender Assistierender Generaladjutant  bekleidete er bis zum 23. Dezember 1905 und schied am 31. März 1906 auch aus dem Dienst des East Lancashire Regiment.
Am 31. März 1906 wurde „Tommy“ Capper Kommandant des Staff College der Britisch-Indischen Armee in Quetta und erhielt dabei am 5. Mai 1906 auch den zeitlich befristeten Rang eines Brigadegenerals (Temporary Brigadier-General). Er bekleidete das Kommando in Britisch-Indien bis zu seiner Ablösung durch Brigadegeneral Walter Braithwaite am 28. Januar 1911 und wurde daraufhin zunächst auf Halbsold (Half-pay List) gesetzt, wobei er zwischenzeitlich für seine Verdienste am 23. Juni 1910 auch zum Companion des Order of the Bath (CB) ernannt wurde.

### Aufstieg zum Generalmajor und Erster Weltkrieg

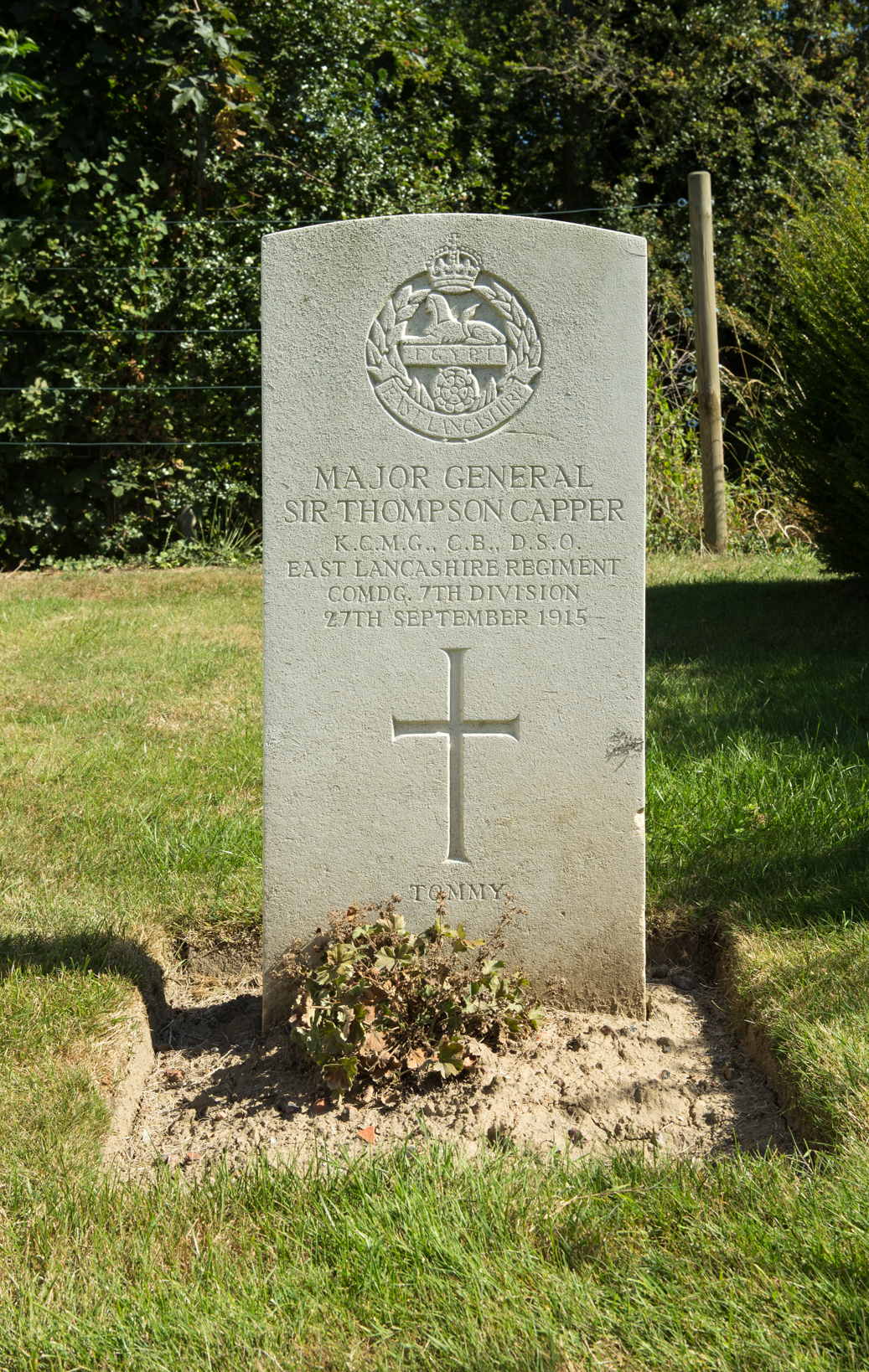
Grabstätte von Generalmajor Sir Thompson Capper auf dem Friedhof von Lillers.

Nach seiner Rückkehr übernahm Brigadegeneral Thompson Capper von Generalmajor Charles Monro am 2. Februar 1911 den Posten des Kommandeurs der in Irland eingesetzten 13. Brigade (13th Brigade) und behielt dieses Kommando drei Jahre lang bis zu seiner Ablösung durch Oberst Gerald Cuthbert am 2. Februar 1914. Im Anschluss löste er am 1. Februar 1914 Generalmajor Sir Charles Fergusson, 7. Baronet unter Beibehaltung des zeitlich befristeten Rang eines Brigadegenerals im Kriegsministerium (War Office) als Inspekteur der Infanterie und verblieb in dieser Verwendung bis August 1914, woraufhin Generalmajor Laurence Drummond seine Nachfolge antrat. In dieser Verwendung erfolgte am 12. Mai 1914 auch seine Beförderung zum Generalmajor (Major-General).
Nach Ausbruch des Ersten Weltkrieges und der damit verbundenen Aufstellung der britischen Expeditionsstreitkräfte im August 1914 wurde Generalmajor Capper am 27. August 1914 erstmals Kommandeur der zum IV. Korps (IV Corps) der British Expeditionary Force (BEF) gehörenden 7. Division (7th Division). Er wurde mit dieser an die Westfront verlegt und nahm an der Ersten Flandernschlacht (20. Oktober bis 18. November 1914) teil. Für seine Verdienste wurde er am 18. Februar 1915 als Knight Commander des Order of St Michael and St George (KCMG) nobilitiert, wodurch er fortan den Namenszusatz „Sir“ führte. Aufgrund einer Verwundung wurde er zur Erholung nach England zurückgerufen, woraufhin Generalmajor Hubert Gough zwischen April und Juli 1915 Kommandeur der 7. Division war. Nach seiner Genesung kehrte Capper im Juli 1915 an die Front zurück und übernahm von Generalmajor Gough daraufhin wieder den Posten als Kommandeur der 7. Division. Im Zuge der Herbstschlacht bei La Bassée und Arras (25. September bis 4. November 1915) wurde er zu Beginn der Schlacht bei Loos (25. September bis 14. Oktober 1915) am 27. September 1915 tödlich verwundet und auf dem Friedhof von Lillers beigesetzt. Sein Nachfolger als Kommandeur der 7. Division wurde daraufhin Generalmajor Herbert Watts.
Thompson „Tommy“ Capper war seit dem 27. September 1908 mit Winifride Mary Gerard verheiratet, einer Enkelin von Robert Gerard, 1. Baron Gerard (1808–1887).

## Hintergrundliteratur
- Frank Davies, Graham Maddocks: Bloody Red Tabs, Leo Cooper, 1995, ISBN 0-85052-463-6